# Al Yarmouk Sporting Club
Ne pas confondre avec Al Yarmouk Amman, club jordanien
Maillots
Actualités
Le Al Yarmouk Sporting Club (en arabe : نادي اليرموك الرياضي), plus couramment abrégé en Al Yarmouk, est un club koweïtien de football fondé en 1965 et basé dans la ville de Meshref.

## Palmarès
| \| - Championnat du Koweït : - Vice-Champion : 1992. - Coupe du Koweït (2) : - Vainqueur : 1970 et 1973. - Finaliste : 1993. \| \| - Coupe de la Fédération du Koweït (1) : - Vainqueur : 2002-03. - Championnat du Koweït D2 (3) : - Vainqueur : 1967-68, 1988-89 et 2018-19. \| |  | |
| - Championnat du Koweït : - Vice-Champion : 1992. - Coupe du Koweït (2) : - Vainqueur : 1970 et 1973. - Finaliste : 1993. |  | - Coupe de la Fédération du Koweït (1) : - Vainqueur : 2002-03. - Championnat du Koweït D2 (3) : - Vainqueur : 1967-68, 1988-89 et 2018-19. |

## Personnalités du club

### Présidents du club
- Fahad Ghanim

### Entraîneurs du club
- Hani Al Saqer